# Хвостово (Владимирская область)
Хвостово — деревня в Киржачском районе Владимирской области России, входит в состав Кипревского сельского поселения. 

## География
Деревня расположена в 13 км на северо-восток от центра поселения деревни Кипрево и в 24 км на северо-восток от райцентра города Киржач.

## История
В XIX — начале XX века деревня входила в состав Жердевской волости Покровского уезда, с 1926 года — в составе Киржачской волости Александровского уезда. В 1859 году в деревне числилось 19 дворов, в 1905 году — 28 дворов, в 1926 году — 36 дворов.
С 1929 года деревня входила в состав Климковского сельсовета Киржачского района, с 1940 года — в составе Афаносовского сельсовета, с 2005 года — в составе Кипревского сельского поселения.

## Население
| 1859 | 1905 | 1926 | 2002 | 2010 | 2021 |
| ---- | ---- | ---- | ---- | ---- | ---- |
| 126  | ↗132 | ↗163 | ↘0   | ↗1   | ↗2   |